# Низкое (Пермский край)
Ни́зкое — деревня в Кишертском районе Пермского края. Входит в Усть-Кишертское сельское поселение.

## География
В 7 км от с. Кишерть.

## История
В 1870 году Сосипатр Ковин скупил все имеющиеся в округе мочально-канатные заведения и объединил в одну веревочную фабрику в деревне Низкое. Деревня эта ничем не выделялась из своих уральских подружек: пахала землю, сеяла хлеб, укрывала крыши соломой. Нелегко жилось крестьянам деревни. Привлекала она только своей красотой – была расположена в среднем течении речки Кишертки, чуть повыше устья маленькой речки Сединки (в летописи она упоминается как Аседа).
Речка Кишертка (как писали 120 лет назад), берет свое начало в Осинском уезде Ординской волости и пересекает сибирский тракт в деревне Моргуново Сабарской волости. Здесь она течёт в весеннее время, летом же она теряется под землей, русло её сухое, За деревней Моргуново вода в русле опять появляется и течёт беспрерывно около 30 верст. На Кишертке стояло несколько мельниц, ещё лет 40 назад одна из них работала в деревне Гарино, одна была ниже моста по дороге в Посад (до сих пор сохранились сваи в воде и омут), была мельница и чуть выше молокозавода. Возле каждой мельницы был обязательно пруд, в котором скапливались вешние и дождевые воды. В прудах в изобилии водилась рыба, а речка Кишертка на протяжении всего лета снабжала водой свою стержневую артерию – реку Сылву.
В 1869 году в деревне Низкое было уже 92 двора и 527 жителей, часовня, пять маслобоен, где получали конопляное и льняное масло, на ключах насчитывалось около шести мельниц, в том числе была мельница – круподерка. Были, видимо, и земли, способствующие приросту населения.
Деревня вытянулась в одну улицу вдоль речки длинной дугой, облюбовав себе место в защищенном от ветра зелёном распадке между гор. С двух сторон по высокому холмистому горизонту охраняют деревню зубчатые ельники. Видать, потому что деревня расположена в низине (между двух гор), жители и назвали её соответствующим именем «Низкое» место.
К 1905 году в Низковское сельское общество входили деревни: Шарашино, Дремино, выселки Косоланики, Пальцев, Алексеев. В них было 153 двора с 945 жителями. В то время здесь (с учётом села Осинцево) от Молебки до Перми выделывалось 22.000 пудов веревки на сумму 51.500 рублей. Эти деньги шли в основном на строительство речных судов, ходивших по рекам Сылве, Каме и Волге от Молебки до Кунгура, от Кунгура и Чердыни до Астрахани и даже до Санкт-Петербурга».
Веревку изготавливали вручную, единственной механизацией был конный привод: лошадь ходила вокруг столбов, вращая колесо с помощью укрепленного к сбруе рычага, в обед лошадь меняли, а у людей рабочий день был от зари до зари.
В целях совершенствования работы и уменьшения ручного труда П.С. Ковин в 1911 году приобрел двигатель «Рустон» английского производства, который заменил конный привод. По воспоминаниям низковских жителей, этот двигатель до революции давал электроэнергию только для нужд фабрики, а в послевоенные сороковые вплоть до шестидесятых годов прошлого столетия – и для освещения деревни.
В 1908 году в деревне Низкое насчитывалось 100 дворов, мужчин – 314, женщин – 303, т.е. всего 617 человек.
В 1964 году фабрика была реконструирована и по-прежнему снабжала веревкой промышленность страны, хотя и в очередной раз технологическое оборудование её уже устарело. Веревочники перешли в 1987 году на коллективный подряд, а с 1988 года коллектив взял фабрику в аренду. В этом же году для рабочих построили новую столовую, душевые. Многим изменился труд веревочников, но и сегодня о старине напоминает здание конторы (дом Ковиных) в д. Низкое.

## Население
| 1869 | 1908 | 2000 | 2004 | 2008 | 2010 | 2012 |
| ---- | ---- | ---- | ---- | ---- | ---- | ---- |
| 527  | ↗617 | ↘240 | ↘208 | ↗233 | ↘180 | ↗213 |
| 2014 | 2015 | 2016 |      |      |      |      |
| ↘183 | ↘170 | ↗180 |      |      |      |      |